# Pénzlevelű lizinka
A pénzlevelű lizinka (Lysimachia nummularia) a hangavirágúak (Ericales) rendjébe, ezen belül a kankalinfélék (Primulaceae) családjába tartozó faj.

## Előfordulása
A pénzlevelű lizinka csaknem egész Európában megtalálható, csak a Földközi-tenger közvetlen környékén hiányzik. Nem védett.

## Megjelenése
Ez a kankalinféle kúszó növekedésű, elheverő szárú évelő növény, 10-50 centiméter hosszú hajtásokkal. Csak sűrű állományokban emelkedik fel kissé. A levelek átellenesen állnak, egy síkba rendeződnek, többnyire kerekdedek szívesek, ritkán tojás alakúak, tompák, mirigyesen pontozottak, 1,5-2 centiméter szélesek. A virágok egyesével fejlődnek a középső levelek hónaljában. A párta 1,5-2 centiméter széles és világossárga színű, cimpái 8-18 milliméter hosszúak, belül sötétvörös mirigyekkel pontozottak. A csészecimpák szélei átfedik egymást.

## Életmódja
A pénzlevelű lizinka nedves rétek, legelők, liget- és láperdők, árnyas erdők, nedves gyomtársulások lakója; tápanyagban gazdag vályogtalajokon nő, 800-1000 méter magasságig.
A virágzási ideje májustól augusztusig tart.
A pénzlevelű lizinka kisebb mértékben maggal, inkább legyökerező hajtásaival terjeszkedik, melyek mögött az idősebb részek elhalnak.
Régebben fekélyek és nehezen gyógyuló sérülések gyógyítására használták.

## Képek

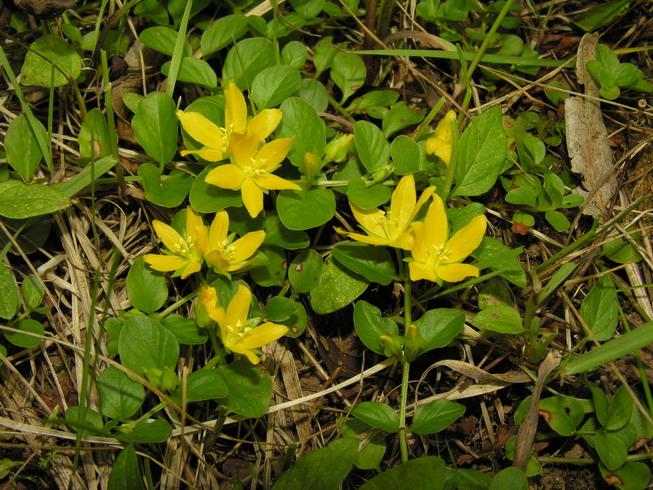
A növény,
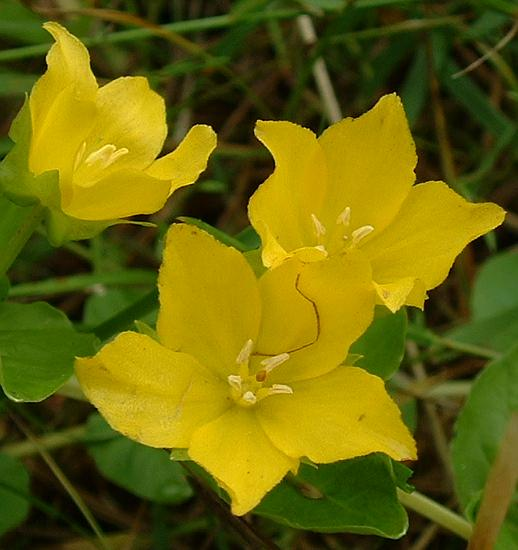
virágai
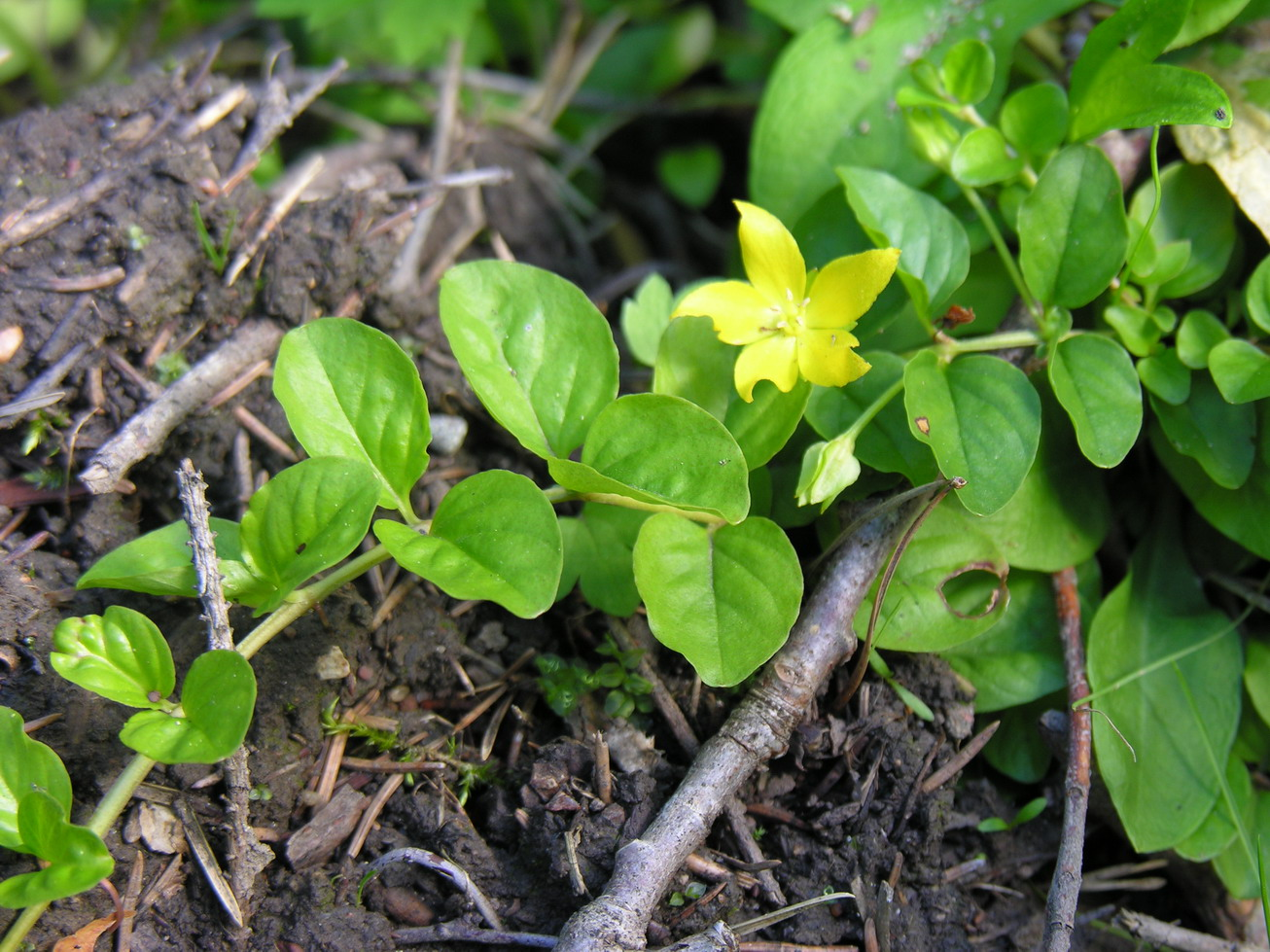
és levelei
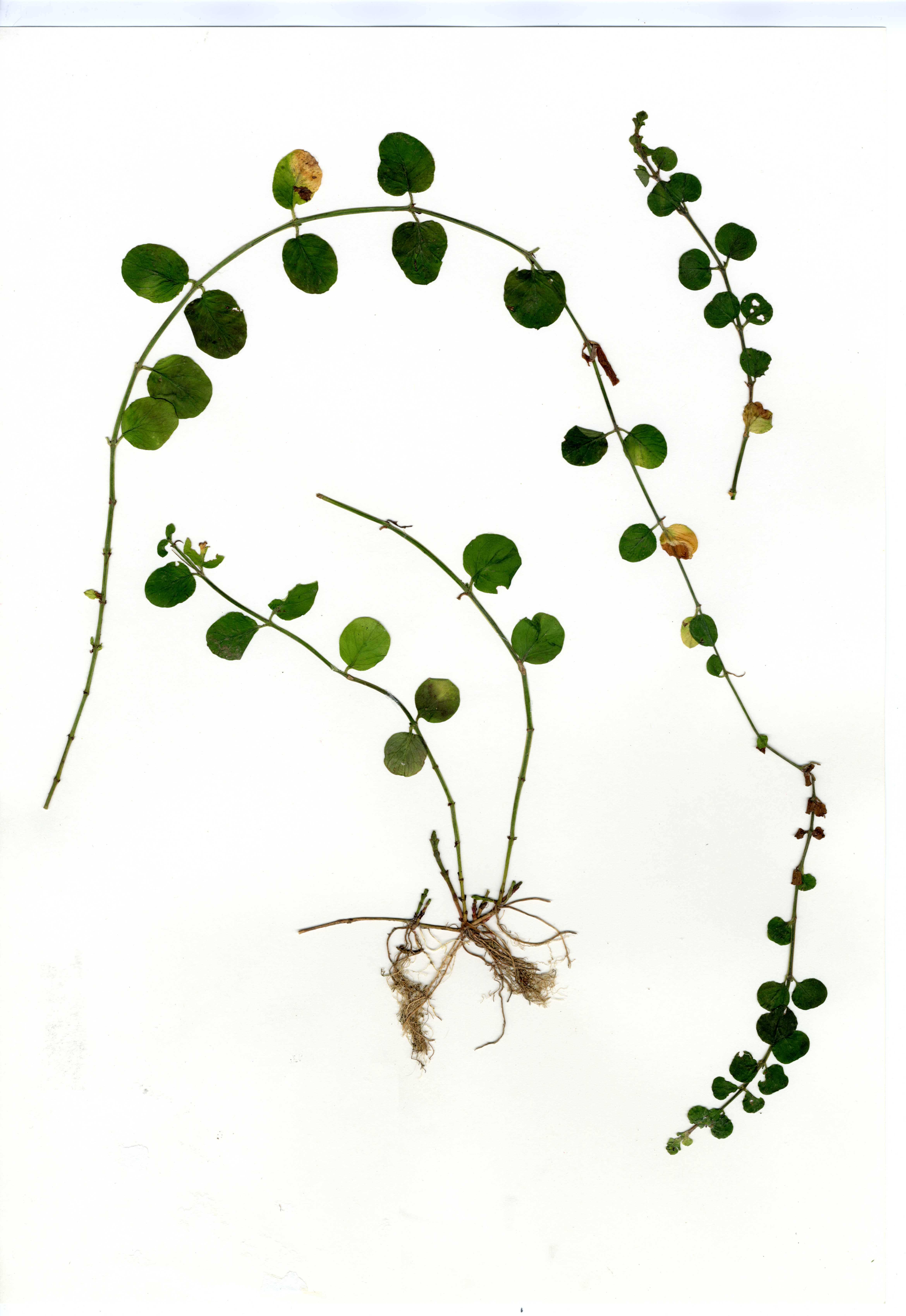
Szárított, lapított példányok
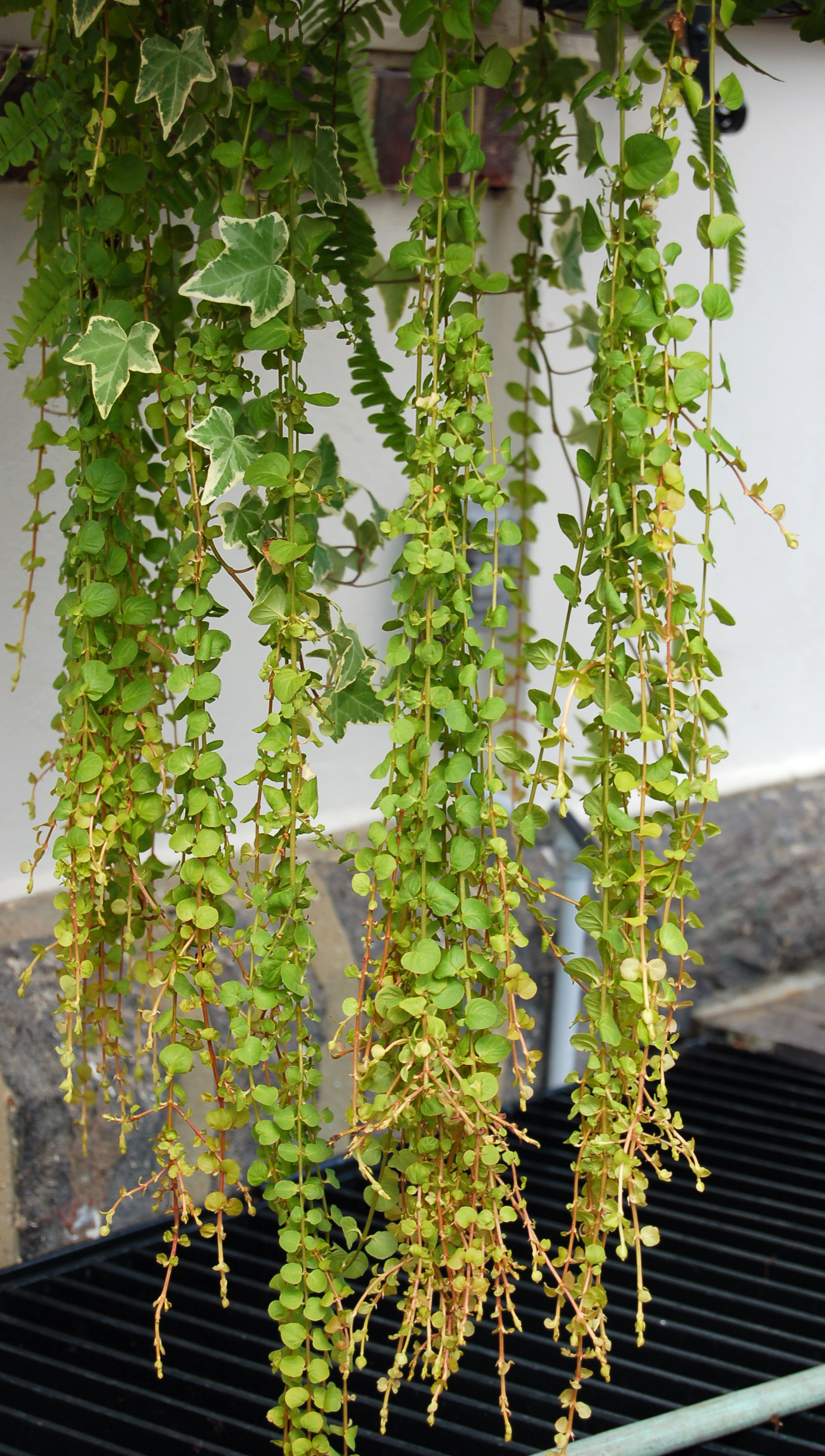
Lysimachia nummularia 'Aurea'
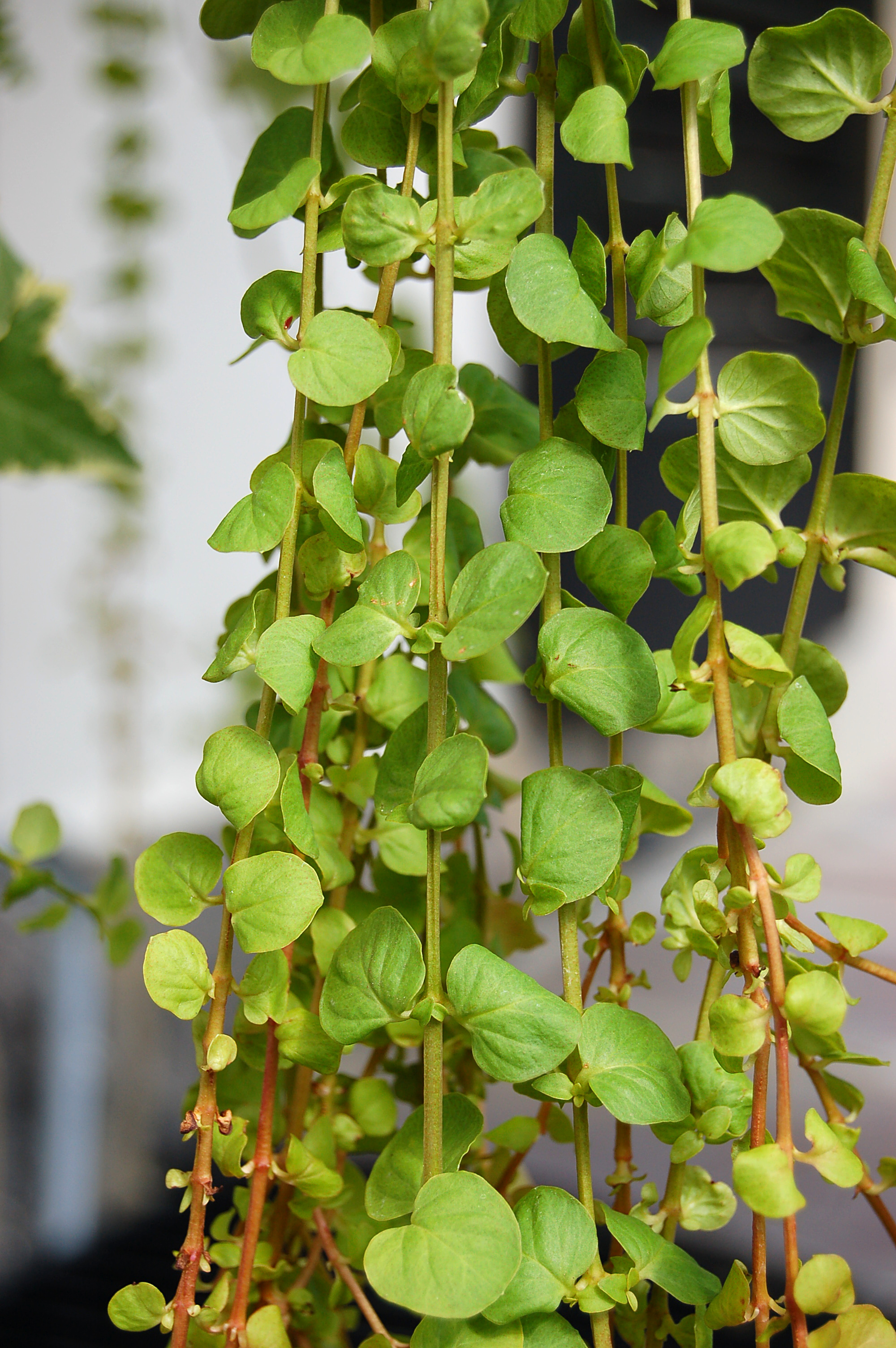
Lysimachia nummularia 'Aurea'
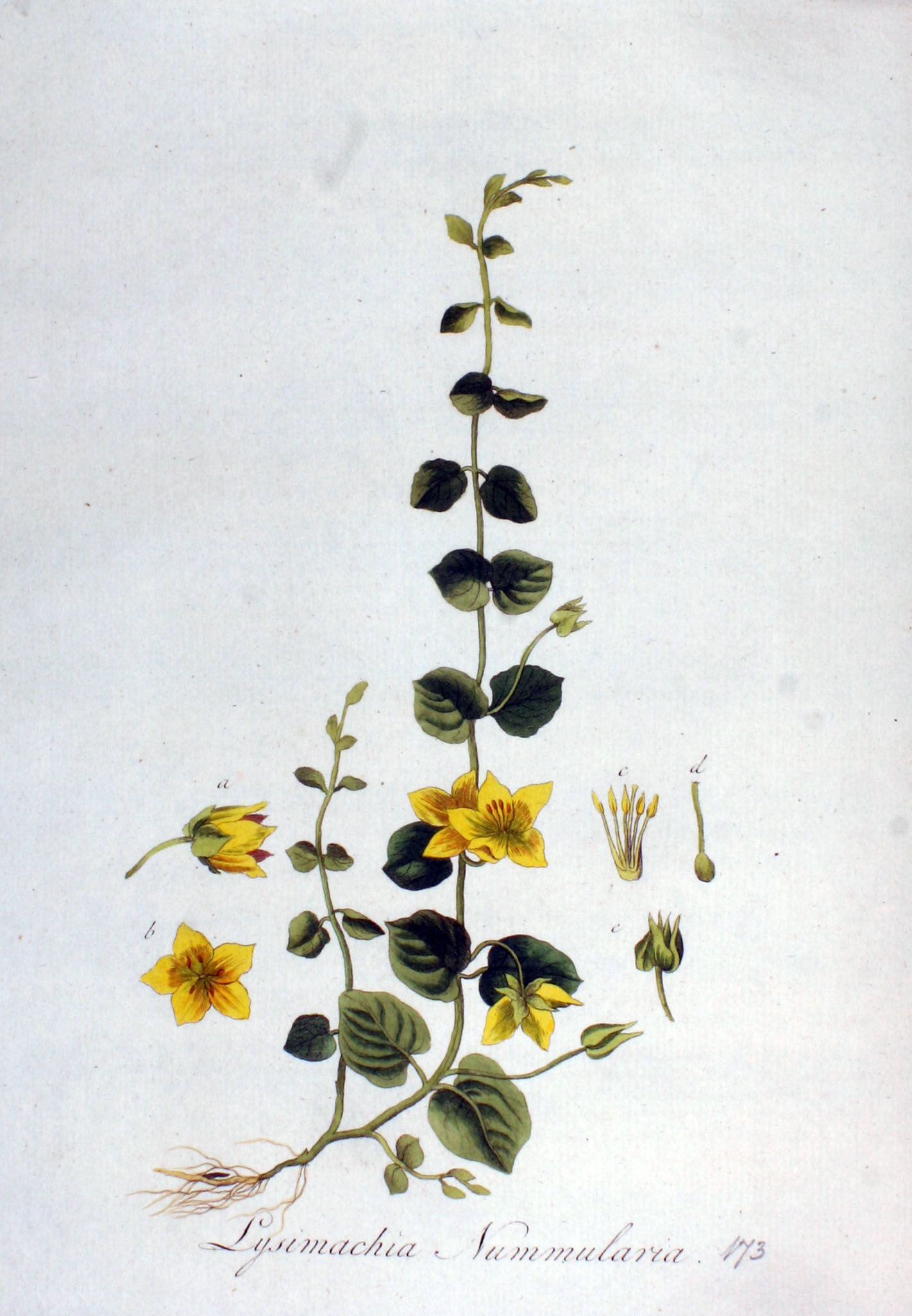
Rajz a növényről